# أحمد شاه المستعين بالله
السلطان الحاج أحمد شاه المستعين بالله بن السلطان أبو بكر رعاية الدين المعظم شاه (بالجاوية: سلطان حاج احمد شاه المستعين بالله ابن سلطان أبو بكر رعاية الدين المعظم شاه)؛ (24 أكتوبر 1930  –  22 مايو 2019) هو خامس سلاطين فهغ الحديثة، وسابع يانغ دي بيرتوان أجونج (الحاكم الأعلى في ماليزيا) في الفترة من 26 أبريل 1979 إلى 25 أبريل 1984. وقرر المجلس الملكي تنازله عن العرش في اجتماع استثنائي في 11 يناير 2019. ومُرِّر تعديل خاص على دستور ولاية فهغ أعطى المجلس الملكي المزيد من السلطات، وكان عزله بسبب ظروفه الصحية. أُعلن التنازل عن العرش في اليوم التالي، مما مهد الطريق لابنه عبد الله أحمد شاه لخلافته كسلطان على الفور، ثم أصبح لاحقًا ليانغ دي بيرتوان أجونج في نفس الشهر.

## روابط خارجية
- أحمد شاه المستعين بالله على موقع أوليمبيديا (الإنجليزية)